# جون بيكرينغ (محامي)
جون بيكرينغ (بالإنجليزية: John Pickering)‏ هو قاضي ومحامي أمريكي، ولد في 22 سبتمبر 1737 في نيوينغون في الولايات المتحدة، وتوفي في 11 أبريل 1805 في بورتسموث في الولايات المتحدة.